# Aska, Dals och Bobergs domsagas tingslag
Aska, Dals och Bobergs domsagas tingslag var ett tingslag i Östergötlands län och Aska, Dals och Bobergs domsaga, bildat 1 september 1907 (enligt beslut den 8 juni 1906) genom sammanslagning av tingslagen Aska, Dal och Boberg. Tingslaget upphörde genom tingsrättsreformen 1971 och dess verksamhet överfördes till Motala tingsrätt

## Ingående områden
Tingslaget omfattade häraderna Aska, Dal och Boberg.

### Kommuner
Tingslaget bestod av följande kommuner den 1 januari 1952:
- Aska landskommun
- Bobergs landskommun
- Borensbergs landskommun
- Godegårds landskommun
- Skänninge stad
- Tjällmo landskommun
- Vadstena stad
- Östgöta-Dals landskommun